# Топонимия Аргентины

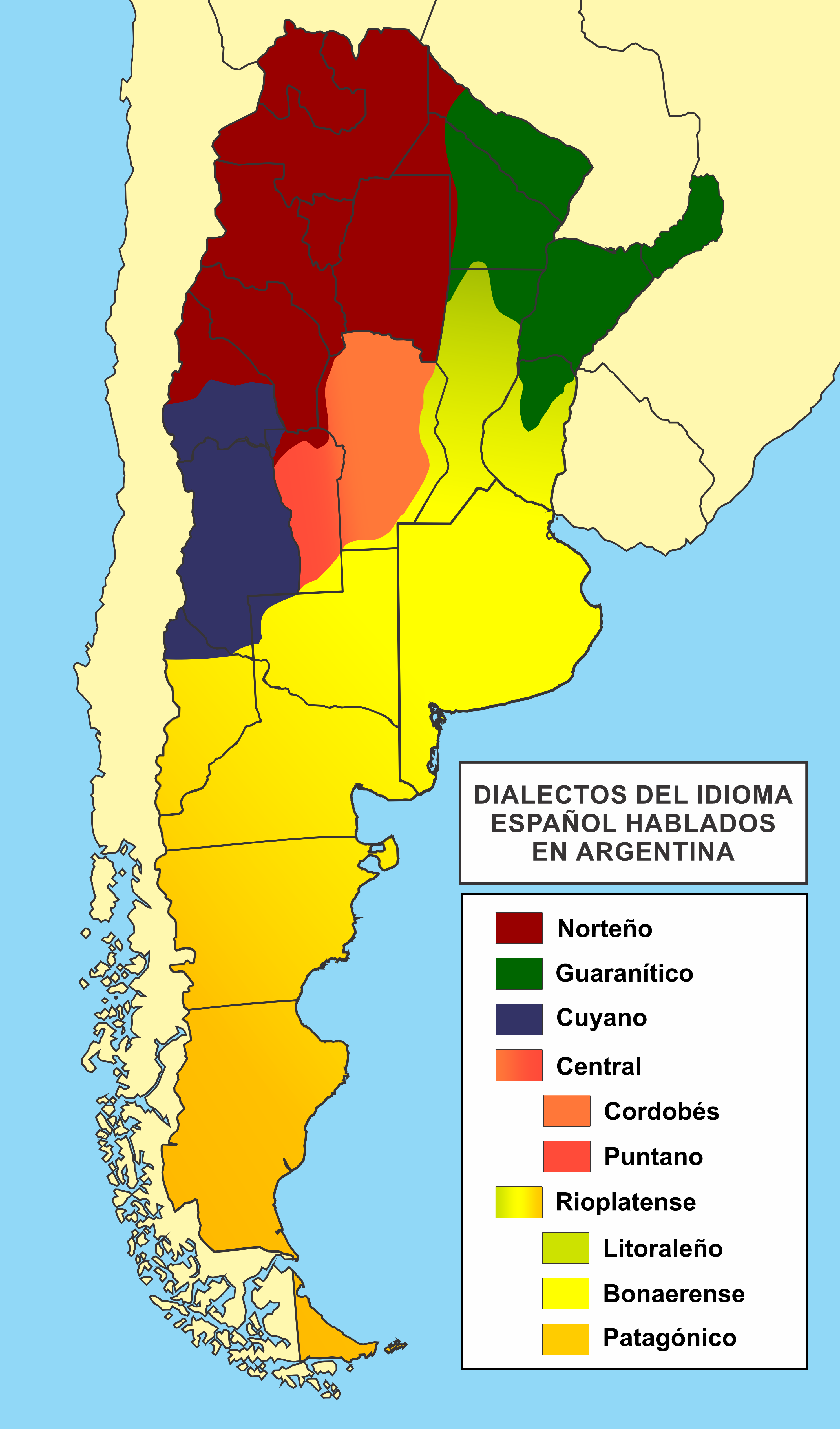
Карта распространения диалектов испанского языка в Аргентине

Топонимия Аргентины — совокупность географических названий, включающая наименования природных и культурных объектов на территории Аргентины. Структура и состав топонимии обусловлены такими факторами, как состав населения, история освоения и географическое положение.

## Название страны
Название страны, «Аргентина», является производным от латинского слова лат. argentum («серебро»), которое в свою очередь происходит от греческого ἀργήντος (аргентос), более раннее ἀργήεις, что означало «белый», «сияющий». Αργεντινός (аргентинос) — греческое прилагательное, означавшее «серебристый». Название возникло после того как Себастьян Кэбот в 1526 году подобрал на берегу Ла-Платы Франциско дель Пуэрто — последнего оставшегося в живых участника экспедиции Хуана Диаса де Солиса. Франциско дель Пуэрто поведал Кэботу легенду о «Белом короле» и Серебряных горах, расположенных к северу от Ла-Платы. Кабот поверил легенде и, оставив первоначальный план по исследованию навигации на пути к Молуккским островам, найденном экспедицией Магеллана-Элькано, отправился на поиски серебра. Но информация оказалась ложной — в бассейне Ла-Платы отсутствуют залежи ценных металлов (скорее, в легенде говорилось про империю инков), но слух о серебре стал причиной, по которой страна была названа «Аргентина».
Впервые название «Аргентина» в литературе было использовано в поэме 1602 года «Аргентина и покорение Рио-де-ла-Платы» (исп. La Argentina y conquista del Río de la Plata) Мартина дель Барко Сентенеры. Хотя это название региона широко употреблялось уже к XVIII веку, в 1776 году страна была официально названа колониальными испанскими властями Вице-Королевство Рио-де-ла-Плата.
Правительство страны, образованное после Майской революции 1810 года и обретения независимости, заменило название «вице-королевство» на «Объединённые провинции». В национальном гимне 1813 года уже звучат слова «Великому народу Аргентины салют!», но официальное название «Республика Аргентина» (исп. República Argentina) появилось лишь в Конституции 1826 года. В период с 1831 по 1860 годы, наряду с этим названием, использовался также вариант «Аргентинская конфедерация» (исп. Confederación Argentina), который в 1853 году, в соответствии с Конституцией 1853 года, стал основным названием страны. 1 октября 1860 года Национальное собрание в Санта-Фе изменило текст Конституции, добавив в него статью 35, в которой говорится: «Наименования [страны], принятые последовательно с 1810 года по настоящее время, а именно Объединённые провинции Ла-Плата, Аргентинская Республика, Аргентинская Конфедерация, отныне будут официальными названиями для обозначение правительств и территорий провинций, а термин „Аргентинская нация“ — для формирования и утверждения законов». Этот текст остается в силе до настоящего времени, после принятия последней поправки к Конституции 1994 года. А 8 октября того же года первый президент Аргентины Сантьяго Дерки принял декрет, устанавливающий единое название страны — «Республика Аргентина».

## Формирование и состав топонимии
По оценке В. А. Жучкевича, топонимия большинства латиноамериканских стран по своему составу довольно однородна и примерно наполовину состоит из названий европейского происхождения (главным образом из испанского языка), и примерно в таком же количестве — из топонимов индейских языков. При этом для топонимии Аргентины и Уругвая характерно преобладание испанских топонимов и менее значительный удельный вес топонимов индейских, среди которых преобладают название из языков кечуа, гуарани и мапуче, за которыми по количеству топонимов следуют аймара, кунса, теуэльче, тонкоте и другие. При этом топонимы из языков вымерших народов — тонкоте, какан и других — не поддаются этимологизации.
В топонимии Аргентины вышеуказанные закономерности наглядно проявляются как в отношении гидронимии, так и ойконимии. Так, среди важнейших потамонимов следует отметить «Ла-Плата» — эстуарий, образованный при слиянии рек Уругвай и Парана, растянувшийся на 320 км от слияния рек до Атлантического океана. Существует мнение, что испанское название залива (исп. Río de la Plata), буквально означающее «серебряная река», восходит к экспедиции Себастьяна Кэбота, который в 1526 году дал заливу это название, поскольку увидел у местного населения серебряные вещи, оказавшиеся привозными. Наряду с этим, в англоязычных источниках высказывается версия, что английское название залива «Ривер Плейт» или «Плейт Ривер» (англ. River Plate или Plate River), использовавшееся со времён Фрэнсиса Дрейка, использует устаревшее значение слова «тарелка», которое широко использовалось в значении «серебро» или «золото» в ранненовоанглийском языке. Что касается гидронимов «Парана» и «Уругвай», они оба имеют индейское происхождение: «Парана» на языке тупи-гуарани означает «большая полноводная река» (дословно — «похожая на море»), а «Уругвай» на языке тупи — «река разноцветных птиц» (гуай означает «река», а элемент -уру обычно трактуют как общее название различных видов диких птиц на языках гуарани). В том же ряду лежит и гидроним «Парагвай», который представляет собой наслоение компонент пара- («полноводная река») и гуай — «река»; таким образом, получается «двойной» гидроним, буквально означающий «река Река», что, впрочем, не является большой редкостью в гидронимии.
Гидронимы Рио-Колорадо (исп. Río Colorado) и Рио-Негро (исп. Río Negro) — чисто испанского происхождения, буквально означают «красная река» и «чёрная река» соответственно. Что касается лимнонимов (названий озёр), большинство из них испаноязычные, в том числе «тёзки» ойконимов и хоронимов — Мар-Чикита, Архентино, Буэнос-Айрес, Сан-Мартин, Вьедма и другие.
Среди ойконимов страны примечательно название столицы страны — Буэнос-Айрес, имеющее длинную историю. Город был заложен в 1536 году на южном побережье залива Ла-Плата конкистадорами, которые назвали поселение Сьюдад-де-ла Сантиссима-Тринидад (исп. Cuidad de la Santissima Trinidad) — «город Пресвятой
Троицы», а гавань возле поселения — Пуэрто-де-Нуэстра-Сеньора-де-Санта-Мария-де-лос-Буэнос-Айрес (исп. Puerto de Nuestra Sefiora de Santa Maria de los Buenos Aires) — «порт нашей госпожи Святой Марии хороших ветров». Поселение было названо по религиозному празднику, в день которого оно было заложено, а гавань — от названия объединения моряков, посвящённого богородице, призываемой ими в покровительницы добрых (то есть попутных) ветров. От этих пышных названий к XIX веку закрепилось только 2 слова. В современной разговорной речи аргентинцев в отношении города, наряду с официальным, используется вариант Байрес.
Второй по величине город Аргентины — Кордова — получил название в честь своего испанского «тёзки», который, в свою очередь, был назван древними финикийцами Karta Tuba — «большой город». Испанское происхождение имеет абсолютное большинство административных центров провинций Аргентины. Индейское происхождение имеют в основном ойконимы малых и средних населённых пунктов, которые имеют корни в индейских языках групп мапуче, чонских, аймара, кечуа, гуарани, ноктен, мокови, уарпе, матако и других. Среди топонимов с основой из индейских языков можно отметить, например:
- с основой из мапуче — Алумине, Каруэ, Часкомус, Неукен
- с основой из чонских языков — Корпен-Айке, Кусамен, Гайман
- с основой из кечуа — Чако, Ла-Кьяка
- с основой из гуарани — Карапачай, Чахари, Гуалегуай, Ногоя
- с основой из уарпе — Качеута, Куйо[17].

В Аргентине явно выражена испанская «переселенческая» топонимия, в частности, топонимы с формантами рио- («река») и сьерра- («горы»): Рио-Негро, Рио-Саладо, Рио-Торседо, Рио-Бермехо, Сьерра-Асуаль, Сьерра-де-ла-Вентана, Сьерра-Негро и т. д. Значителен также компонент агиотопонимов (топонимов, образованных от собственных имён святых), преимущественно от имён католических святых — Санта-Фе, Сан-Франсиско, Сан-Николас, Сан-Рафаэль и др..

## Топонимическая политика
Вопросами топонимической политики в Аргентине занимаются Гидрографическая служба ВМФ Аргентины (исп. Servicio de Hidrografia Naval), созданная в 1972 году, и Институт военной географии (исп. Instituto Geografico Militar de la Republica Argentina), созданный в 1983 году.

### на русском языке
- Жучкевич В.А. Общая топонимика. Издание 2-е, исправленное и  дополненное. — Минск: Вышэйная школа, 1968. — С. 432.
- Инструкция по русской передаче географических названий стран испанского языка / Сост. И. П. Литвин; Ред. К. Т. Бойко. — М., 1975. — 108 с.
- Никонов В.А. Краткий топонимический  словарь. — М.: Мысль, 1966. — 509 с. — 32 000 экз.
- Поспелов Е. М. Географические названия мира. Топонимический словарь / отв. ред. Р. А. Агеева. — 2-е изд., стереотип. — М.: Русские словари, Астрель, АСТ, 2002. — 512 с. — 3000 экз. — ISBN 5-17-001389-2.
- Словарь географических названий зарубежных стран / А. М. Комков. — М.: Недра, 1986. — 459 с.

### на других языках
- Traba, Juan. Origen de la palabra "¿¡Argentina!?". — Rosario, SF, Argentina: Escuela de Artes Gráficas del Colegio San José, 1985.